# Johann Wilhelm Jahn

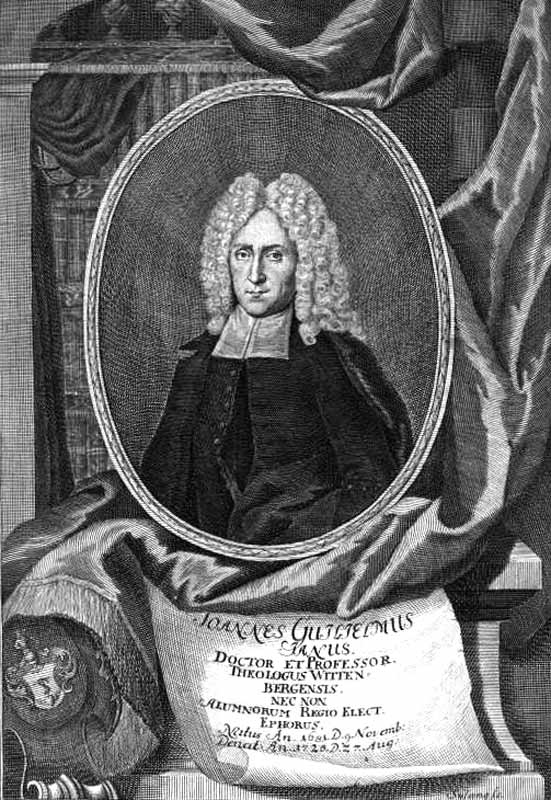
Johann Wilhelm Jahn

Johann Wilhelm Jahn, auch: Jan, Jano, Janus (* 9. November 1681 in Raben; † 27. August 1725 in Wittenberg) war ein deutscher lutherischer Theologe und Historiker.

## Leben
Geboren wurde er als Sohn des Magisters Johann Jahn (Janus) und seiner Frau Salome, der Schwester des Wittenberger Theologen Johann Georg Neumann geboren. Nachdem ihm sein Vater die ersten pädagogischen Grundsätze der damaligen Zeit vermittelt und ihn auch Latein gelehrt hatte, besuchte er die Schule in Schneeberg, wo er vor allen Dingen von Johann Gottfried Sieber, den späteren Leipziger Professor der Theologie, einen zugeneigten Förderer fand. Unter dessen Führung erfuhr er Kenntnisse über die grundlegenden Fähigkeiten und die Sprachwissenschaften, so dass er 1699 sich an der Universität Wittenberg immatrikulieren konnte.
Zunächst absolvierte er, wie zur damaligen Zeit üblich, ein philosophisches Studium und hatte dabei Georg Friedrich Schröer, Christian Vater, Heinrich Heuchner, Johann Baptist Roeschel, Michael Strauch, Christian Röhrensee und Johann Christoph Wichmannshausen als Lehrer. Besonders aber wurde er von Konrad Samuel Schurzfleisch beeinflusst, der ihn auch den Besuch bei den öffentlichen Vorlesungen der Theologen Johann Deutschmann, Philipp Ludwig Hanneken, Caspar Löschers und Gottlieb Wernsdorf der Ältere nahelegte und in seinem Vetter einen Förderer fand.
Am 31. Oktober 1701 erlangte er die akademische Magisterwürde, nachdem unter dem Johann Wilhelm von Berger mit „de lemmatibus poëticis“ disputiert hatte. 1702 verfasste er die Leichenpredigt für seine Tante Sabina Dorothea, geb. Leyser, die Witwe von Franz Heinrich Höltich und Christian Donati. Als er sich mit der Dissertation „de ἀνϑρωποϑυσίας origine“ (dt.: „Über den Ursprung des Menschenopfers“) habilitierte, bahnte er sich damit 1706 einen Weg zum Adjunkten der philosophischen Fakultät, an der er dreimal als Präsens wirkte. Jedoch zog es ihn mehr zur theologischen Fakultät, und nachdem er 1708 die Abhandlung „de Trinitate Platonismi vere & falso suspecta“ verteidigt hatte, fand er Aufnahme bei den Kandidaten der theologischen Fakultät.
Seine von nun an gehaltenen Vorlesungen zu geschichtswissenschaftlichen und philosophischen Themen und die zur hebräischen Sprache wurden wegen seines sauberen Stils nicht nur von der Studentenschaft geschätzt, sondern sie brachten ihm auch 1712 eine außerordentliche Professur der moralischen Wissenschaften ein. Kaum hatte er diese jedoch angetreten, berief man ihn als ordentlichen Professor der Sittenlehre und Beredsamkeit an das Gymnasium „Elisabethanum“ in Breslau, welches er 1713 antrat. Nachdem Schurzfleisch nach Weimar gezogen war, kehrte er 1714 nach Wittenberg zurück und übernahm die ordentliche Professur der historischen Wissenschaften.
Dennoch hatte er den Wunsch, andere Länder zu bereisen und die Bibliotheken außerhalb von Wittenberg kennenzulernen. Mit der Erlaubnis des königlichen Hofes trat er 1715 diese Reise an, die ihn über einige deutsche Universitätsstandorte, nach Holland, England, Frankreich und Italien führen sollte, wo er ein intensives Bibliotheksstudium betrieb und mit den Gelehrten seiner Zeit in Verbindung kam.
Zurückgekehrt nach Wittenberg, stellte sich das an den unterschiedlichsten Universitäten erworbene Wissen als ausgesprochen nützlich heraus. Im Universitätsbetrieb und durch seine veröffentlichten Schriften wuchs das Ansehen seiner Person. Nachdem Löscher verstorben war und über die Neubesetzung der theologischen Fakultät nachgedacht wurde, schlug man ihn von Seiten der Universität für den Lehrstuhl eines Professors der Theologie vor, obwohl dies bei den Beratern am sächsischen Hof nicht auf sonderlich viel Gegenliebe stieß. Vielmehr wollte man Jahn am sächsischen Hof in ein höheres Amt einsetzen und behauptete daher, dass er für die Professur ungeeignet sei.
Dennoch setzte sich die Universität mit ihrem Wunsch durch, und so trat er 1719 mit der Rede „de optima ratione interpretandi sacras literas“ sein Amt an. Er disputierte noch im selben Jahr am 31. Juli mit „de jure decidendi controversias Theologicas“ und erwarb sich damit den akademischen Grad eines Lizentiaten der Theologie. Kurz darauf promovierte er zum Doktor der Theologie und übernahm auch die für die vierte theologische Professur vorgesehene Ephorie der kurfürstlichen Stipendiaten. Als Vertreter lutherisch-orthodoxer Positionen trat er vor allem gegen die Hallenser Pietisten auf.
Jahn wird von seinen Zeitgenossen als umgänglicher und aufrichtiger Mann geschildert, der in seinem Amt stets korrekt und fleißig gewesen ist. Dennoch besaß er eine schwächliche physische Konstitution und starb an einem hohen Fieber, nachdem ihm zwei Tage zuvor Lähmungserscheinungen Verstand und Sprache geraubt hatten, um 4 Uhr in der Früh.
Am 15. Juni 1721 vermählte er sich mit Magdalena Elisabeth Wichmannshausen, der Tochter des Professors für morgenländische Sprachen und Vorstehers der Wittenberger Universitätsbibliothek. Aus dieser Ehe ging der Sohn Johann Christoph (* 6. Februar 1722; † 25. Juli 1725 in Wittenberg) und die Tochter Wilhelmina Elisabeth (* 8. Oktober 1723 in Wittenberg; † 3. Juli 1749 in Wittenberg) hervor. Nach seinem Tode heiratete seine Witwe am 9. September 1727 Franz Woken, Professor der morgenländischen Sprachen, und wurde nach dessen Tod am 18. Februar 1734 abermals Witwe.

## Werke (Auswahl)
- Theologia Aphoristica, In qua Sententia orthodoxa, recentioribus potissimum adversariis opposita, succinctis Aphorismis perspicue proponitur, & selectis argumentis confirmaturheologia aphoristica. Zimmermann, Wittenberg 1710. (Digitalisat)
- Theosophia Orthodoxa Hallensium Theologorum Theosophiae Pseudōnymō Atque Fanaticae A Collega Illorum, qui se pro Antibarbaro Seculi nostri gerit, proditae et assertae opposita. Wittenberg, Gerdes 1712. (Digitalisat)
- Specimen Errorum Langianorvm, Oder: Deutliche Vorstellung einiger groben Theolog. Irrthümer, Deren Herr Joach. Lange Prof. Publ. Hal. Völlig und also überführet ist, daß er Gewissens halber dieselben öffentlich zu revociren schuldig. Nebst Kurtzer Abfertigung des II Theils der Mittel-Strasse und Ablehnung der daselbst wider die Theosophiam Orthodoxam ausgestossenen Injurien. Ludwig, Wittenberg 1713. (Digitalisat)
- Historia Aerae Christianae, Cui Praemittuntur Schediasma De Veritate Historica Et Oratio De Vero Historiae Usu. Kreusig, Wittenberg 1715. (Digitalisat)

Er verfasste mehrere Dissertationen, siehe hierzu Rafft und Jöcher.